# Iglesia bautista de Salem de Chicago
La iglesia bautista de Salem de Chicago (en inglés: Salem Baptist Church of Chicago) es una megaiglesia bautista que tiene su sede en Chicago, Illinois, Estados Unidos. Su líder actual es el pastor Charlie Dates. 

## Historia
En 1985, James Meeks, pastor de la iglesia bautista Beth Eden en Chicago, compartió la visión de fundar una nueva iglesia en un sermón.  Luego de una reunión con 205 miembros ese mismo día, se funda la iglesia. En 2004, tenía 17.000 miembros. En 2005, hizo la dedicación de un nuevo edificio, Casa de la Esperanza, que incluía un auditorio de 10.000 asientos. En enero de 2023 Charlie Dates se convirtió en su pastor principal.